# Velva (Castiglione Chiavarese)
Velva è una frazione di 144 abitanti del comune di Castiglione Chiavarese, nella città metropolitana di Genova.

## Geografia fisica

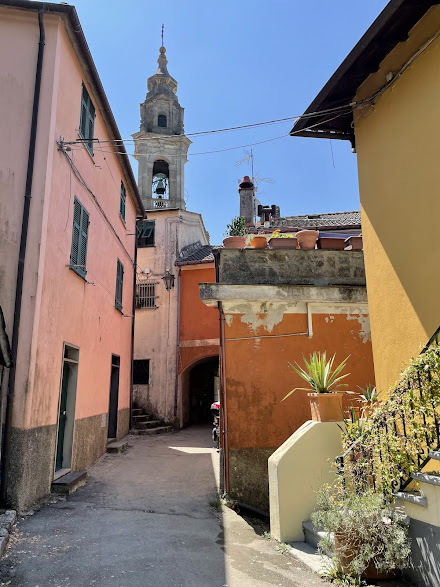
Scorcio del borgo velvese

Il territorio frazionario si trova nell'alta val Petronio a 410 m s.l.m. ed è caratterizzato da una presenza boschiva di castagneti e, nella parte più bassa, da uliveti.
Attraverso il valico appenninico del colle di Velva (545 m s.l.m.) è possibile il collegamento geografico tra le valli Petronio e l'alta val di Vara, e quindi amministrativamente tra la città metropolitana di Genova e la provincia della Spezia; il colle è attraversato dalla strada statale 523 del Colle di Cento Croci.  

## Storia
Storicamente fu dominio dei conti Fieschi di Lavagna e, dopo la vendita nel 1276, possedimento della Repubblica di Genova. Quest'ultima sottopose il territorio di Castiglione - e conseguentemente pure l'abitato di Velva - alla giurisdizione della podesteria di Sestri Levante, all'interno del capitaneato di Chiavari. Successivamente Castiglione fu elevato al rango di podesteria autonoma, sempre nella maggiore giurisdizione chiavarese, di cui Velva ne fece parte.
Da un punto di vista amministrativo, l'abitato frazionario di Velva seguì quindi le fasi storiche dell'odierno capoluogo Castiglione la cui primaria municipalità venne costituita alla fine del XVIII secolo con l'avvento della Repubblica Ligure (1797-1805) prima e del Primo Impero francese poi (1805-1814).

## Monumenti e luoghi d'interesse

### Architetture religiose
- Chiesa parrocchiale di San Martino di Tours. La sua parrocchia fu tra quelle comunità parrocchiali che, nel 1519, passarono dalla diocesi di Brugnato all'arcidiocesi di Genova in seguito a permuta. L'elevazione al titolo di prevostura fu concessa dall'arcivescovo di Genova, cardinal Placido Maria Tadini, il 3 luglio del 1834. Sulla torre campanaria è installato un buon concerto di cinque campane, intonato sulle prime altrettante note della scala maggiore di MI bemolle 3, realizzato dalla fonderia Francesco Picasso di Recco nel 1898.
- Santuario di Nostra Signora della Guardia. Il santuario è sorto nel 1892 presso il colle di Velva su suggerimento del sacerdote genovese monsignor Vincenzo Persoglio. L'arcivescovo di Genova monsignor Tommaso Reggio incaricò l'architetto Maurizio Dufour di redigere il progetto, Giovanni Rosa donò la statua della Vergine scolpita da Antonio Canepa.

## Cultura

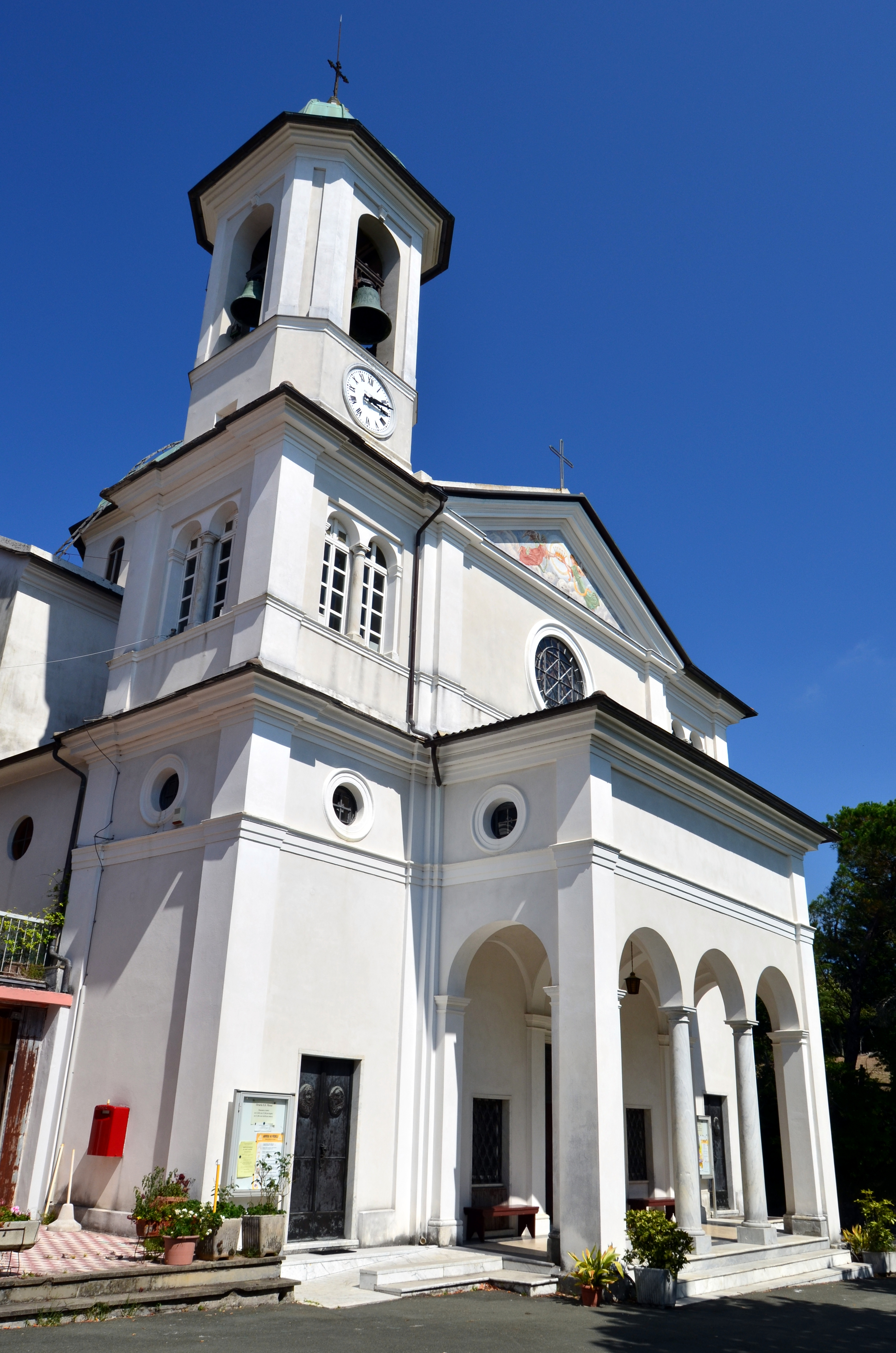
Il santuario di Nostra Signora della Guardia presso il Colle di Velva

### Istruzione

#### Musei
Nei pressi della locale chiesa parrocchiale, nei locali dell'antico oratorio dei Bianchi, è stato creato il museo della civiltà contadina. Il museo descrive e raccoglie reperti etnografici e antropologici dell'alta val Petronio, in particolari oggetti del lavoro contadino databili tra l'inizio del XIX secolo e la prima metà del XX secolo.

### Eventi
- Festa della trebbiatura del grano, ultima domenica di luglio, si riporta alla luce l'antica pratica della trebbiatura del grano: “batte u gran” utilizzando gli antichi macchinari, apertura museo ed escursioni.
- Festa "Invito a Velva", festa del paese che ha luogo la seconda domenica di agosto, con corsa campestre, degustazione di vini e cibi tipici, spettacoli e musica all'aperto, museo contadino e gara di torte.
- Festa di Nostra Signora della Guardia, il 29 agosto, con processione fino al santuario di Nostra Signora della Guardia.